# Mark Freidkin
Mark Iehielvich Freidkin (Moscou, 14 de abril de 1953 — 4 de março de 2014) foi um escritor e cantor russo.